# Flæskesteg
Le flæskesteg, la version danoise du rôti de porc, est considéré comme l'un des principaux plats nationaux du Danemark. Toujours préparé avec de la couenne de porc, il est également un des plats favoris du dîner de Noël danois servi comme repas du soir le 24 décembre ou la veille de Noël.

## Histoire
Le porc est l'un des mets préférés des Danois depuis des siècles, mais c'est après la révolution industrielle des années 1860, lorsque les fours à bois ont été introduits dans les foyers, que le rôti de porc est devenu un plat populaire, en plus des saucisses et des jambons. Dès le début, les articulations étaient toujours cuites avec la couenne afin d'obtenir des craquelures. Depuis lors, c'est une condition indispensable à la préparation de ce plat.

## Recette traditionnelle
La méthode traditionnelle de préparation consiste à rôtir un filet de porc à partir de la poitrine ou du cou sans enlever la couenne. Afin d'obtenir un craquelin croustillant, il faut utiliser un couteau bien aiguisé pour couper la peau jusqu'à la viande en bandes étroites. La peau est frottée avec du sel, du poivre est ajouté, tandis que des feuilles de laurier et éventuellement des clous de girofle sont insérés dans les découpes. Le joint est ensuite rôti dans un four chaud. Le plat est accompagné à la fois de pommes de terre bouillies et de pommes de terre caramélisées (brunede kartofler). Ces dernières sont spécialement préparées en faisant fondre du sucre dans une poêle à feu vif, en ajoutant une motte de beurre et en laissant une portion de petites pommes de terre rondes pelées (disponibles en boîtes de conserve) baigner dans le mélange jusqu'à ce qu'elles deviennent richement brunies ou caramélisées. Le chou rouge (rødkål), qui peut être acheté en bocal ou en boîte, est toujours inclus également. Si le chou est préparé à partir de zéro, des pommes coupées en tranches sont souvent ajoutées. De nombreux Danois considèrent que la recette traditionnelle est celle décrite par Frk. Jensen dans son livre de cuisine de 1901.

## Sandwiches
Le flæskesteg med rødkål (rôti de porc au chou rouge) est également servi froid sur du pain de seigle danois foncé sous forme de tartine, connu au Danemark sous le nom de smørrebrød. La ou les fines tranches de porc doivent, bien entendu, être servies avec leur croustillant. Le sandwich peut être décoré de chou rouge, de pruneaux, d'une tranche d'orange et de concombre mariné. Des flæskestegssandwichs chauds dans un pain à hamburger sont disponibles dans de nombreux stands de hot-dogs danois et autres fournisseurs de restauration rapide. 